# 着信
| ウィキペディアには「着信」という見出しの百科事典記事はありません（タイトルに「着信」を含むページの一覧/「着信」で始まるページの一覧）。 代わりにウィクショナリーのページ「着信」が役に立つかもしれません。 |